# Krig (dokumentarfilm)
 For alternative betydninger, se Krig (flertydig). (Se også artikler, som begynder med Krig)
Krig er en dansk dokumentarfilm fra 2003 instrueret af Jens Loftager efter eget manuskript. Filmen er anden del af Jens Loftagers trilogi, som blev indledt med Ord (1995).

## Handling
Det tyvende århundrede har i Europa været præget af krig, ikke mindst de to verdenskrige og konflikten i eks-Jugoslavien. For de, der oplever en krig, repræsenterer den destruktion og død, men under rædslerne trives også håb og næstekærlighed. I filmen mødes billedernes skønhed og beretningernes gru i et forsøg på at forstå menneskets adfærd og oplevelse af sig selv under og efter krigens ekstremer. Med afsæt i optagelser fra krigenes skuepladser fortæller en række vidner om tab, smerte, angst, afmagt, dilemmaer, ydmygelser, kampe og kz-lejre. Men også om betydningen af at forblive menneske i alle situationer.